# Daniel Fridman
Daniel Fridman, łot. Daniels Frīdmans (ur. 15 lutego 1976 w Rydze) – łotewski szachista, reprezentant Niemiec od 2007, arcymistrz od 2001 roku.

## Kariera szachowa
Pierwszy międzynarodowy sukces odniósł w 1992 r., zdobywając brązowy medal (za Piotrem Swidlerem i Ronenem Har-Cewim) w rozegranych w Duisburgu mistrzostwach świata juniorów do lat 16. Rok później w Bratysławie podzielił IV m. (wspólnie z Hugo Spangenbergiem i Rolandem Berziszem) w mistrzostwach świata do lat 18, natomiast w 1996 r. powtórzył to osiągnięcie w Medellín (wspólnie z m.in. Liviue-Dieterem Nisipeanu i Giorgim Kaczeiszwilim) w kategorii do lat 20. W tym samym roku zdobył tytuł indywidualnego mistrza Łotwy oraz zadebiutował w narodowej drużynie na szachowej olimpiadzie. W 1997 r. podzielił II m. (za Siergiejem Mowsesianem, wspólnie z Wasilijem Jemielinem i Wiktorem Korcznojem) w turnieju Wichern Open w Hamburgu, w 1998 zwyciężył (wspólnie z Frankiem Holzke) w Senden, natomiast w 1999 r. wystąpił w pucharowym turnieju o mistrzostwo świata, w I rundzie pokonując Ututa Adianto, ale w II przegrywając z Nigelem Shortem. W kolejnych latach odniósł szereg sukcesów w międzynarodowych turniejach, zwyciężając bądź dzieląc I m. m.in. w Recklinghausen (2000, wspólnie z Romualdem Mainką i Feliksem Lewinem), Essen (2001, turniej B, wspólnie z Ralfem Appelem), Recklinghausen (2002), Zurychu (2002, wspólnie z Yannickiem Pelletierem i Władimirem Burmakinem), Southampton (2003, turniej B), Stratton Mountain (2004, wspólnie z Aleksandrem Szabałowem), Lozannie (2005, wspólnie z Tigranem L. Petrosjanem i Namigiem Guliewem), Frankfurcie (2006), Marsylii (2006, wspólnie z Érikiem Prié) oraz w Norymberdze (2006, wspólnie z Aleksandrem Grafem i Jonnym Hectorem). W 2008 r. zdobył w Bad Wörishofen tytuł indywidualnego mistrza Niemiec oraz zadebiutował w reprezentacji tego kraju na olimpiadzie w Dreźnie. W 2009 r. podzielił I m. (wspólnie z Michałem Krasenkowem, Stewartem Haslingerem i Predragiem Nikoliciem) w turnieju GfK Open w Hilversum. W 2012 r. zdobył drugi w karierze tytuł mistrza Niemiec.
Wielokrotnie reprezentował Łotwę i Niemcy w turniejach drużynowych, m.in.:
- pięciokrotnie na olimpiadach szachowych (w latach 1996, 2004, 2006, 2008, 2012); dwukrotny medalista: indywidualnie – dwukrotnie brązowy (2008 – na IV szachownicy, 2012 – na IV szachownicy)[7],
- na drużynowych mistrzostwach świata (w roku 2013); medalista: indywidualnie – złoty (2013 – na III szachownicy)[8],
- czterokrotnie na drużynowych mistrzostwach Europy (w latach 1997, 2009, 2011, 2013); dwukrotny medalista: wspólnie z drużyną – złoty (2011) oraz indywidualnie – srebrny (2009 – na III szachownicy)[9],
- na turnieju o Puchar Mitropa (Mitropa Cup) (w roku 2013); medalista: wspólnie z drużyną – srebrny (2013)[10].

Najwyższy ranking w dotychczasowej karierze osiągnął 1 października 2012 r., z wynikiem 2670 zajmował wówczas 81. miejsce na światowej liście Międzynarodowej Federacji Szachowej, jednocześnie zajmując 2. miejsce (za Arkadijem Naiditschem) wśród niemieckich szachistów.

## Życie prywatne
Żoną Daniela Fridmana jest Anna Zatonskih, czołowa amerykańska arcymistrzyni (m.in. dwukrotna mistrzyni tego kraju w latach 2006 i 2008).